# Stela Popescu
Stela Popescu (ur. 21 grudnia 1935, zm. 23 listopada 2017) – rumuńska aktorka i osobowość telewizyjna uważana za największa aktorkę komediową i jedną z najlepszych aktorek wszech czasów w Rumunii. Była w dwóch słynnych romantycznych związkach; najpierw z Ștefanem Bănică, a później z Alexandru Arșinelem.
W latach 2006, 2011 i 2017 została wybrana przez Disney Pixar do roli głosu Flo w rumuńskiej edycji animowanej trylogii Auta.

## Życiorys
Stela Popescu urodziła się w rodzinie nauczycielskiej we wsi Slobozia-Hodorogea w Rejonie Orgiejów. Jej pierwszym wspomnieniem była sowiecka okupacja Besarabii. W 1940 roku jej ojciec został deportowany na Syberię i przez 19 lat nie wiedziała, co się z nim stało. W 1944 r., gdy Armia Czerwona ponownie okupowała Besarabię, po wyzwoleniu jej przez armię rumuńską w 1941 r., jej matka wraz z córką uciekły do Braszowa w jeszcze wolnej Rumunii. W 1953 roku przystąpiła do egzaminu wstępnego do szkoły i została skierowana do szkoły języka rosyjskiego „Maxim Gorki”. Z kursu zrezygnowała po półtora roku, kiedy dołączyła do Teatru Ministerstwa Spraw Wewnętrznych. W 1956 roku została przyjęta do Akademii Teatru i Kinematografii Caragiale, nadal występując w teatrze.

## Kariera
Pod koniec studiów została skierowana do Teatru w Braszowie, gdzie wystawiała 400 przedstawień rocznie. W latach 1963–1969 występowała w Teatrze Constantin Tănase.
W 1969 r. Popescu dołączyła do Teatru Komedii, a jednocześnie dalej występowała w Radiu Rumuńskim (rum. Societatea Română de Radiodifuziune) od 1963 do 2017 roku. Współpracowała z dziennikarzem rumuńskiego magazynu Mihai Maximilianem, którego poślubiła w 1969 roku, wkrótce po rozwodzie z Danem Puicanem.

## Śmierć
Stela Popescu została znaleziona martwa przez swoją adoptowaną córkę Doinę Maximilian 23 listopada 2017 r. w swoim domu w Bukareszcie. Przyczyną jej śmierci był udar. Ciało Popescu zostało wystawione w teatrze Constantin Tanase, a następnie pochowane 26 listopada na cmentarzu w Cernicy.

## Filmografia

### Kino
- 1959: Alo? Ați greșit numărul! jako Studenta Veronica
- 1972: Astă seekă dansăm în familie jako Stela
- 1979: Nea Marin miliardar jako Spioana
- 1983: Pe malul stîng al Dunării albastre jako Zaraza Lopez
- 1987: Figurantii jako ambitny przyjaciel Zazy Bengescu
- 2007: De la miel pan'la Eiffel (film telewizyjny)
- 2012: Toată lumea din familia noastră jako Pani Vizureanu
- 2013: Mamaia jako Matilda

### Telewizja
- 1999: Ministerul comediei
- 2007: Războiul Sexelor – Tincuța
- 2008: Regina – Sofia Rădulescu
- 2009: Aniela – Coana Chiva
- 2010: Moștenirea – Mariana
- 2011: Iubire și onoare – Zahira Rahman